# جان-لويس هاينريش
جان-لويس هاينريش (22 مايو 1943 في فرنسا - 15 سبتمبر 2012 في فرنسا) (بالفرنسية: Jean-Louis Heinrich)‏ هو لاعب كرة قدم فرنسي في مركز حراسة المرمى. شارك مع منتخب فرنسا تحت 21 سنة لكرة القدم ومنتخب فرنسا ب لكرة القدم ‏ وFrance military national football team ‏. أما مع النوادي، فقد لعب مع نادي موناكو ونادي ميتز.

## وصلات خارجية
- جان-لويس هاينريش على موقع قاعدة بيانات كرة القدم.إي يو (الإنجليزية)
- جان-لويس هاينريش على موقع عالم كرة القدم.نت (الإنجليزية)